# Natació als Jocs Olímpics d'estiu de 1928 - 100 metres lliures masculins
Els 100 metres lliures masculins va ser una de les onze proves de natació que es disputaren als Jocs Olímpics d'Amsterdam de 1928. La competició es disputà entre el 10 i l'11 d'agost de 1928. Hi van prendre part 30 nedadors procedents de 17 països.

## Medallistes
| Or                       | Plata               | Bronze                |
| Johnny Weissmuller (USA) | István Bárány (HUN) | Katsuo Takaishi (JAP) |

## Rècords
Aquests eren els rècords del món i olímpic que hi havia abans de la celebració dels Jocs Olímpics de 1928.
| Rècord del Món | 57.4 | Johnny Weissmuller | Miami (USA) | 17 de febrer de 1924 |
| Rècord Olímpic | 59.0 | Johnny Weissmuller | París (FRA) | 20 juliol 1924       |

Johnny Weissmuller va millorar el seu propi rècord olímpic en semifinals amb un temps de 58.6 segons, i igualà el temps en la final.

## Resultats

### Sèries
Els tres nedadors més ràpids de cada sèrie i el millor tercer passaren a semifinals.
Sèrie 1
| Pos. | Nedadora              | Temps  | Qual. |
| ---- | --------------------- | ------ | ----- |
| 1    | Walter Laufer (USA)   | 1:00.8 | QQ    |
| 2    | Katsuo Takaishi (JPN) | 1:01.2 | QQ    |
| 3    | August Heitmann (GER) | 1:02.2 | qq    |
| 4    | Eskil Lundahl (SWE)   | 1:03.0 |       |
| 5    | Hernán Schüler (CHI)  |        |       |

Sèrie 2
| Pos. | Nedadora                  | Temps  | Qual. |
| ---- | ------------------------- | ------ | ----- |
| 1    | Rezső Wanié (HUN)         | 1:03.4 | QQ    |
| 2    | Francisco Uranga (ARG)    | 1:05.6 | QQ    |
| 3    | Gustave Klein (FRA)       | 1:05.8 |       |
| 4    | M. Astaburuaga (CHI)      |        |       |
| 5    | Martial van Schelle (BEL) |        |       |

Sèrie 3
| Pos. | Nedadora                 | Temps  | Qual. |
| ---- | ------------------------ | ------ | ----- |
| 1    | Johnny Weissmuller (USA) | 1:00.0 | QQ    |
| 2    | Walter Spence (CAN)      | 1:00.6 | QQ    |
| 3    | Norman Brooks (GBR)      | 1:03.4 |       |
| 4    | Herbert Heinrich (GER)   |        |       |

Sèrie 4
| Pos. | Nedadora              | Temps  | Qual. |
| ---- | --------------------- | ------ | ----- |
| 1    | Antal Gáborfi (HUN)   | 1:04.0 | QQ    |
| 2    | Antonio Conelli (ITA) | 1:07.0 | QQ    |
| 3    | Adán Gordón (PAN)     | 1:10.8 |       |

Sèrie 5
| Pos. | Nedadora                    | Temps  | Qual. |
| ---- | --------------------------- | ------ | ----- |
| 1    | Alberto Zorrilla (ARG)      | 1:01.8 | QQ    |
| 2    | Knut Olsen (NOR)            | 1:05.0 | QQ    |
| 3    | Sven-Pelle Pettersson (SWE) | 1:06.4 |       |
| 4    | Faelo Zúñiga (CHI)          |        |       |

Sèrie 6
| Pos. | Nedadora              | Temps  | Qual. |
| ---- | --------------------- | ------ | ----- |
| 1    | George Kojac (USA)    | 1:01.6 | QQ    |
| 2    | Karl Schubert (GER)   | 1:03.8 | QQ    |
| 3    | Reginald Sutton (GBR) | 1:04.0 |       |
| 4    | Munroe Bourne (CAN)   |        |       |

Sèrie 7
| Pos. | Nedadora                  | Temps  | Qual. |
| ---- | ------------------------- | ------ | ----- |
| 1    | István Bárány (HUN)       | 1:01.2 | QQ    |
| 2    | Emilio Polli (ITA)        | 1:04.0 | QQ    |
| 3    | Henk van Essen (NED)      | 1:07.4 |       |
| 4    | Josep González (ESP)      |        |       |
| 5    | Władysław Kuncewicz (POL) | 1:10.8 |       |

### Semifinals
Els dos nedadors més ràpids de cada semifinal i el millor tercer passen a la final.
Semifinal 1
| Pos. | Nedadora              | Temps  | Qual. |
| ---- | --------------------- | ------ | ----- |
| 1    | Katsuo Takaishi (JPN) | 1:00.0 | QF    |
| 2    | Walter Laufer (USA)   | 1:00.6 | QF    |
| 3    | Walter Spence (CAN)   | 1:01.4 | qf    |
| 4    | Antal Gáborfi (HUN)   | 1:04.8 |       |
| 5    | Antonio Conelli (ITA) |        |       |

Semifinal 2
| Pos. | Nedadora               | Temps  | Qual. |
| ---- | ---------------------- | ------ | ----- |
| 1    | George Kojac (USA)     | 1:01.0 | QF    |
| 2    | Alberto Zorrilla (ARG) | 1:01.6 | QF    |
| 3    | Rezső Wanié (HUN)      | 1:03.8 |       |
| 4    | Francisco Uranga (ARG) |        |       |
| 5    | Karl Schubert (GER)    |        |       |

Semifinal 3
| Pos. | Nedadora                 | Temps  | Qual. |
| ---- | ------------------------ | ------ | ----- |
| 1    | Johnny Weissmuller (USA) | 0:58.6 | QF OR |
| 2    | István Bárány (HUN)      | 1:00.8 | QF    |
| 3    | August Heitmann (GER)    | 1:03.6 |       |
| 4    | Knut Olsen (NOR)         |        |       |
| 5    | Emillio Polli (ITA)      |        |       |

### Final
Es va disputar l'11 d'agost de 1928.
| Pos. | Nedadora                 | Temps      |
| ---- | ------------------------ | ---------- |
| 1    | Johnny Weissmuller (USA) | 0:58.6 =OR |
| 2    | István Bárány (HUN)      | 0:59.8     |
| 3    | Katsuo Takaishi (JPN)    | 1:00.0     |
| 4    | George Kojac (USA)       | 1:00.8     |
| 5    | Walter Laufer (USA)      | 1:01.0     |
| 6    | Walter Spence (CAN)      | 1:01.4     |
| 7    | Alberto Zorrilla (ARG)   | 1:01.6     |